# Kafka nad morzem
Kafka nad morzem (jap. 海辺のカフカ Umibe no Kafuka) – powieść japońskiego pisarza Harukiego Murakamiego.
Powieść została wydana w Japonii w 2002 r., wydanie anglojęzyczne ukazało się w 2003 roku. W Polsce powieść wydało wydawnictwo Muza SA w 2007 roku. Murakami napisał ją na Hawajach na wyspie Kauai pomiędzy kwietniem a październikiem 2001 roku.

## Opis fabuły
Rozdziały nieparzyste opowiadają historię piętnastoletniego Kafki Tamury, który ucieka z domu przed klątwą ojca, a także, aby odnaleźć matkę i siostrę. W czasie swojej podróży trafia do prywatnej biblioteki prowadzonej przez tajemniczą panią Saeki oraz poznaje przyjaznego pana Ōshimę.
Rozdziały parzyste przedstawiają losy pana Nakaty, staruszka rozmawiającego z kotami. Wyrusza on w podróż w tym samym kierunku co młody Kafka. Po drodze spotyka uwielbiającego hawajskie koszule kierowcę ciężarówki Hoshino i razem udają się w kierunku wyspy Sikoku.
Losy bohaterów krzyżują się wielokrotnie na poziomie metafizycznym, a oni sami wyruszyli z tej samej dzielnicy Tokio, aby dotrzeć w to samo miejsce.